# Colonia Santa Rosa (Puan)
Colonia Santa Rosa is een plaats in het Argentijnse bestuurlijke gebied Puan in de provincie Buenos Aires. De plaats telt inwoners.